# Arteria meningea accessoria

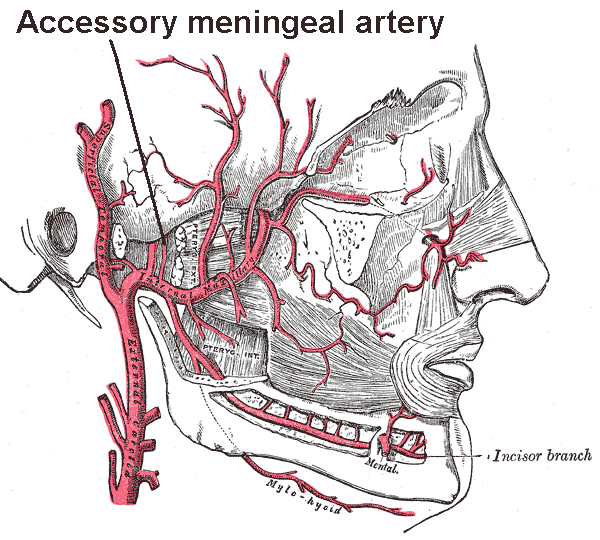

Die Arteria meningea accessoria („zusätzliche Hirnhautarterie“, Syn. Arteria pterygomeningea) ist eine Schlagader des Kopfes. Sie entspringt zumeist aus dem ersten (retromandibulären) Abschnitt der Oberkieferarterie, gelegentlich auch aus der mittleren Hirnhautarterie. 
Die Arterie versorgt außerhalb der Schädelhöhle den Musculus pterygoideus lateralis, Musculus pterygoideus medialis und den Musculus tensor veli palatini sowie die Eustachi-Röhre. Sie zieht anschließend zusammen mit dem Nervus mandibularis durch das Foramen ovale zur mittleren Schädelgrube. Dort versorgt sie das Ganglion trigeminale und die Hirnhaut.